# Micrelaps bicoloratus
Micrelaps bicoloratus (кенійська двоголова змія) — вид отруйних змій родини Micrelapidae. Мешкає в Східній Африці.

## Підвиди
Виділяють два підвиди:
- Micrelaps bicoloratus bicoloratus Sternfeld, 1908;
- Micrelaps bicoloratus moyeri Rasmussen, 2002.

## Поширення й екологія
Кенійські двоголові змії мешкають в Кенії та на північному сході Танзанії. Вони живуть в прибережних чагарниках, сухих і вологих саванах та на високотравних луках. Ведуть нічний спосіб життя, вдень ховаються в норах та серед ґрунту. Ймовірно, живляться зміями і відкладають яйця.